# Pauroripidius groehni
Pauroripidius groehni is een keversoort uit de familie waaierkevers (Rhipiphoridae). De wetenschappelijke naam van de soort is voor het eerst geldig gepubliceerd in 2001 door Kaupp & Nagel.